# Cyclosa walckenaeri
Cyclosa walckenaeri là một loài nhện trong họ Araneidae.
Loài này thuộc chi Cyclosa. Cyclosa walckenaeri được Octavius Pickard-Cambridge miêu tả năm 1889.